# Chiddy Bang
Chiddy Bang is een Amerikaans hiphopduo uit Philadelphia, bestaande uit Chidera "Chiddy" Anamege en Noah "Xaphoon Jones" Beresin. Het duo ontmoette elkaar tijdens hun eerste jaar op de Drexel University, in 2008. Ze maken voornamelijk nummers van samples van alternatieve artiesten, waaronder Radiohead, Sufjan Stevens, Passion Pit en MGMT.

## Biografie

### Opkomst
In februari 2009 pikte het populaire muziekblog Pretty Much Amazing de muziek van het duo, dat op MySpace stond, op. Hierdoor verkregen ze enige bekendheid, voornamelijk in de undergroundscene. Ook scholen waren geïnteresseerd in het duo; ze traden in april 2009 voor het eerst op, op het Swarthmore College. Pretty Much Amazing bleef de muziek van Chiddy Bang promoten, wat in november 2009 leidde tot de release van hun eerste (gratis) mixtape, "The Swelly Express".

### Platencontract
Het Engelse platenlabel Parlophone, onderdeel van EMI Group, kreeg lucht van de muziek van het duo. Volgens bestuursvoorzitter Miles Leonard luisterde het personeel van het platenlabel de hele zomer naar het nummer Opposites of Adults. A&R-manager Ollie Slaney kwam hierdoor op het idee om contact op te nemen met het duo. In maart 2010 tekende Chiddy Bang een platencontract bij het label, met het plan om in 2011 hun debuutalbum uit te brengen.

## Discografie

### Albums
| Album met eventuele hitnotering(en) in de Nederlandse Album Top 100 | Datum van verschijnen | Datum van binnenkomst | Hoogste positie | Aantal weken | Opmerkingen |
| ------------------------------------------------------------------- | --------------------- | --------------------- | --------------- | ------------ | ----------- |
| The opposite of adults                                              | 18-05-2010            | -                     |                 |              | ep          |
| The preview                                                         | 08-10-2010            | -                     |                 |              |             |
| Breakfast                                                           | 02-03-2012            | -                     |                 |              |             |

### Singles
| Single met hitnotering(en) in de Vlaamse Ultratop 50 | Datum van verschijnen | Datum van binnenkomst | Hoogste positie | Aantal weken | Opmerkingen       |
| ---------------------------------------------------- | --------------------- | --------------------- | --------------- | ------------ | ----------------- |
| Opposite of adults                                   | 15-03-2010            | 03-04-2010            | tip12           | -            |                   |
| Truth                                                | 17-05-2010            | -                     |                 |              |                   |
| Rescue me                                            | 13-02-2011            | -                     |                 |              | met You Me at Six |
| Mind your manners                                    | 19-07-2011            | -                     |                 |              |                   |
| Ray Charles                                          | 06-02-2012            | 25-02-2012            | tip47           | -            |                   |
| Mind your manners                                    | 2012                  | 30-06-2012            | tip94*          |              | met Icona Pop     |

### Mixtapes
- The Swelly Express (2009)
- Air Swell (2010)
- Peanut Butter N Swelly (2011)
- Swelly Beans (2012)
- Gettin' My Swelly On (2012)
- Make Me a Swelly Sandwich (2012)

### Clips
| Jaar | Nummer                            | Regisseur             |
| ---- | --------------------------------- | --------------------- |
| 2010 | The Opposite of Adults            |                       |
| 2010 | Truth                             |                       |
| 2010 | Pass Out (11 mei 2010)            |                       |
| 2010 | Sooner or Later (30 juni 2010)    | Kristopher Rey-Talley |
| 2010 | Dream Chasin (19 juli 2010)       | Kristopher Rey-Talley |
| 2010 | The Good Life (17 september 2010) |                       |
| 2011 | Too Fake                          |                       |
| 2011 | Mind Your Manners                 |                       |
| 2012 | By Your Side                      |                       |